# Hungersteklar
Hungersteklar (Evaniidae) är en familj av steklar som beskrevs av Pierre André Latreille 1802. Enligt Catalogue of Life ingår hungersteklar i överfamiljen Evanioidea, ordningen steklar, klassen egentliga insekter, fylumet leddjur och riket djur, men enligt Dyntaxa är tillhörigheten istället ordningen steklar, klassen egentliga insekter, fylumet leddjur och riket djur. Enligt Catalogue of Life omfattar familjen Evaniidae 456 arter. 

## Bildgalleri

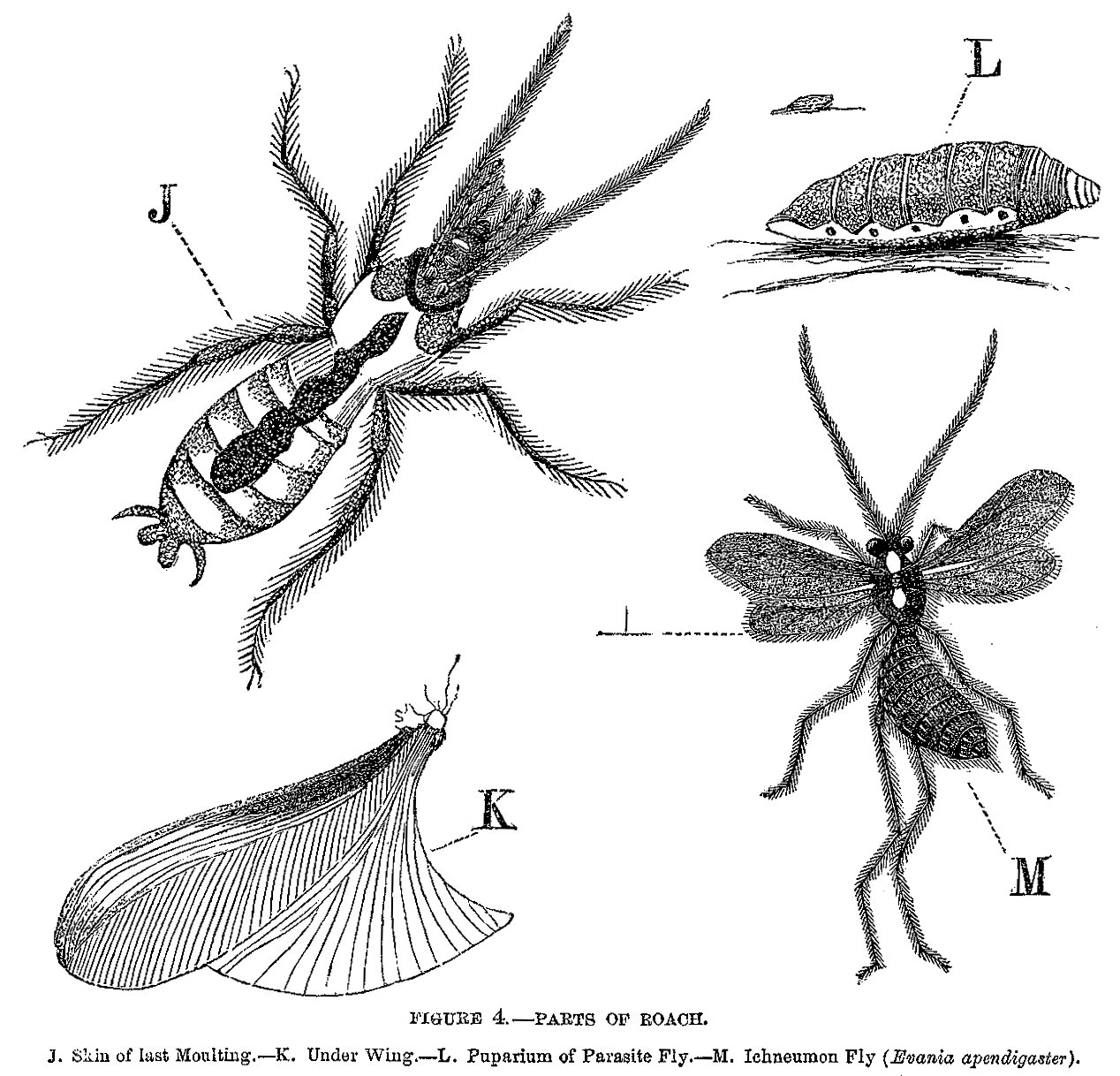

## Dottertaxa till hungersteklar, i alfabetisk ordning[1][2]
- Acanthinevania
- Afrevania
- Brachevania
- Brachygaster
- Cretevania
- Decevania
- Eoevania
- Eovernevania
- Evania
- Evaniella
- Evaniscus
- Grimaldivania
- Hyptia
- Lebanevania
- Mesevania
- Micrevania
- Newjersevania
- Papatuka
- Parevania
- Praevania
- Procretevania
- Prosevania
- Protoparevania
- Rothevania
- Semaeomyia
- Szepligetella
- Thaumatevania
- Trissevania
- Vernevania
- Zeuxevania